# Радгосп «Побєда»
Радгосп «Побєда» (рос. Совхоз «Победа») — село в Жуковському районі Калузької області Російської Федерації.
Населення становить 492 особи. Входить до складу муніципального утворення Село Радгосп Побєда.

## Історія
Від 2004 року входить до складу муніципального утворення Село Радгосп Побєда

## Населення
| 2002 | 2010 |
| ---- | ---- |
| 483  | ↗492 |